# Дерксен, Андрей Андреевич
Дерксен Андрей Андреевич (род. 20 декабря 1964, Сереброполь) — российский бегун-сверхмарафонец, единственный россиянин, трижды выигрывавший одну из самых сложных гонок в мире на выживание Marathon des Sables. Мастер спорта по легкой атлетике.

## Биография
Андрей Дерксен родился 20 декабря 1964 года в селе Сереброполь, Табунского района, Алтайского края.
Бегом начал заниматься лишь в 18 лет. В настоящий момент проживает в городе Барнауле.

## Персональные рекорды
- 5 километров (стадион) — 14.46 (Барнаул);
- 10 километров (стадион) — 30.39 (Владивосток);
- полумарафон (шоссе) — 1:06.15 (Франция);
- марафон (шоссе) — 2:22.19 (Белая Церковь);
- 100 километров (манеж) — 6:49.29 (Барнаул).

## Marathon Des Sables
В 1994 году впервые принял участие в многодневном пробеге «Marathon des Sables» около 220 километров (6 этапов) по пустыне Сахара (Марокко) и выиграл с результатом 18:41.31 Выигрывал в 1995 и 1996 годах (результат 19:20.58) В 1998 году из-за жары сошёл с дистанции. Всего же Андрей Дерксен пять раз участвовал в этом пробеге и трижды выигрывал.

## Другие сверхмарафоны
В 1992 году принимал участие в многодневном пробеге «Мадрид — Барселона», посвященному 500-летию открытия Америки Христофором Колумбом и стал вторым после многократного чемпиона и рекордсмена мира на 100 километров Константина Санталова.
Дважды, в 1995 и 1999 году, Дерксен становился серебряным призёром пробега Вена-Братислава-Будапешт протяженностью 320 километров (пять этапов), одного из самых значимых сверхмарафонов Центральной Европы.
В 2001 году Андрей принял участие в 63-х дневном пробеге под названием Trans Australia «Race of Fire», протяжённостью 4274.5 километров. Андрей стал вторым после Анатолия Кругликова (305:18.45), выиграв 20 этапов из 63 и показав результат 323:24.47.
По возвращении из Австралии Дерксен прекратил участие в международных пробегах.